# Mongomo
Mongomo de Guadalupe o simplemente Mongomo es una ciudad ecuatoguineana fronteriza con Gabón frontera situada a unos 4 km de la ciudad, capital del distrito de Mongomo y de la provincia de Welé-Nzas, dentro de la región continental del país, Río Muni. Los habitantes de Mongomo son aproximadamente 49 710 autóctonos y unos 3800 trabajadores chinos que residen en la localidad pagados por la empresa Dalian China.

## Comunicaciones
Mongomo cuenta con varias conexiones con otros distritos a través de una extensa red de carreteras y autovías. su aeropuerto situado en el municipio de Mongomeyén sólo opera vuelos nacionales.

## Equipamientos
En Mongomo podemos encontrar dos nuevos hospitales, llamados Hospital Provincial de Mongomo y Policlínico Virgen de Guadalupe. Así como varios hoteles, entre los cuales destaca el hotel con el mismo nombre, Hotel Mongomo.

## Deportes

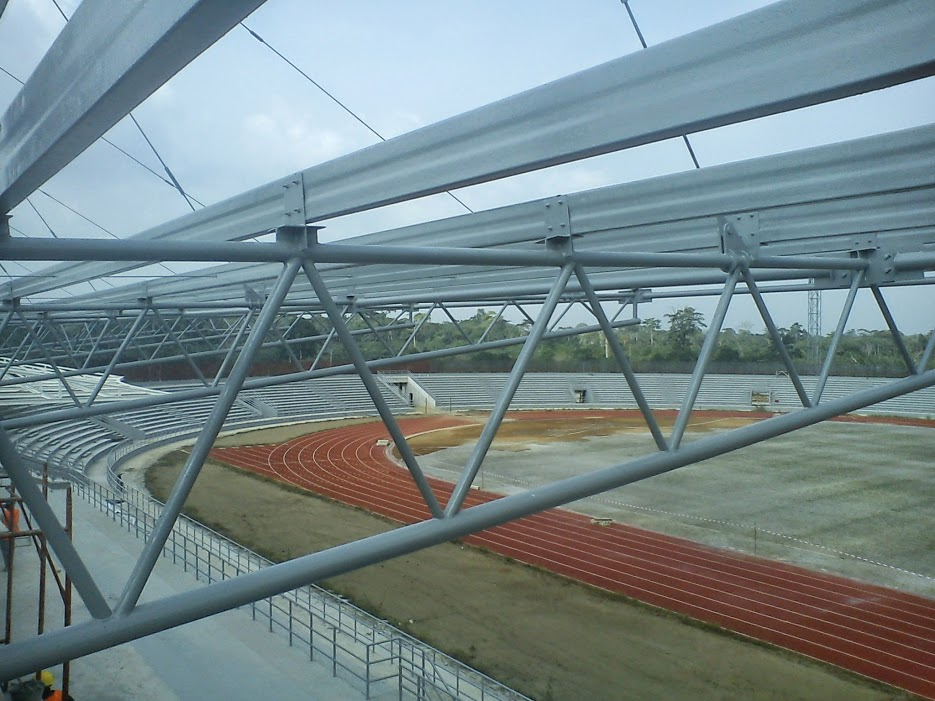
Estadio de Mongomo en el año 2014.

El deporte más popular entre los habitantes de Mongomo es el fútbol, deporte en el cual la ciudad tiene tres equipos, el Deportivo Mongomo, el Real Castel y el recién equipo fundado llamado Futuro Kings, que juegan en la Primera División de Guinea Ecuatorial, organizada por la Federación Ecuatoguineana de Fútbol (FEGUIFUT).

## Personas destacadas
Mongomo es el lugar de origen del actual presidente Teodoro Obiang Nguema Mbasogo quien nació en Akoacam, situada en el distrito de Mongomo, y se crio en Mongomo. Su familiar y antecesor en el cargo, Francisco Macías Nguema, fue alcalde de la ciudad. Por eso, a su clan familiar a veces se le llama clan de Mongomo.

## Tecnología y estudios
En Mongomo se creó la primera y única universidad de hostelería en Guinea Ecuatorial. También destaca por tener la sede del Instituto Nacional de Tecnología de Hidrocarburos de Guinea Ecuatorial (INTHGE).
El 7 de diciembre de 2017, día en que se celebra el Aniversario de la Consagración y bendición de la Basílica-Catedral dedicada a la Inmaculada Concepción, Patrona de Guinea Ecuatorial; una nueva Institución Universitaria perteneciente a la Universidad Nacional de Guinea Ecuatorial (UNGE) abrió puertas en la ciudad de Mba Ndong, "Mongomo" y, precisamente en el Campus de la Santa Iglesia Basílica. Pues se trata de la Facultad de Psicología y Ciencias Morales (FPCM).

## Religión
En Mongomo el 80 % de los habitantes son cristianos. En 2011 se inauguró en esta ciudad la primera basílica en Guinea Ecuatorial, llamada Basílica de la Inmaculada Concepción, patrona del país. También cuenta la ciudad con una parroquia dedicada a Nuestra Señora de Guadalupe, cuyo coro litúrgico fue creado en septiembre de 1983 por el camerunés Don Joseph-Marie Ambomo con el nombre de "Oyenga Nyebe" (Proclamación de la Fe) siendo párroco D. Jesús Ndong Mba Nnegue, Pbro.